# Brice Tirabassi
Brice Tirabassi (ur. 15 czerwca 1977 we Fréjus) – francuski kierowca rajdowy. W 2003 roku był mistrzem Junior WRC w Mistrzostwach Świata.
W 1997 roku Tirabassi zaliczył swój debiut w rajdach. W 1999 roku zadebiutował w Rajdowych Mistrzostwach Świata. Pilotowany przez Delphine Cavalier i jadący Peugeotem 106 S16 nie ukończył wówczas Rajdu Korsyki. W 2002 roku wystąpił w serii Junior WRC w Mistrzostwach Świata startując samochodem Renault Clio S1600 wraz z pilotem Jakiem-Julienem Renuccim. W Junior WRC wygrał Rajd Monte Carlo, Rajd Grecji i Rajd Katalonii, a w Rajdzie Finlandii był drugi. Dzięki tym sukcesom wywalczył tytuł mistrza świata JWRC, zajmując 1. miejsce na podium przed Hiszpanem Salvadorem Cañellasem i Szwedem Danielem Carlssonem. W 2005 roku startował Subaru Impreza WRX STI w zawodach samochodów fabrycznych w MŚ (1. miejsce w Rajdzie Cypru), a w 2006 roku jechał Citroënem C2 S1600 w Junior WRC (wygrał Rajd Korsyki). Od 1999 do 2008 roku wystąpił w 24 rajdach w ramach Mistrzostw Świata.
Swój sukces Tirabassi osiągnął również na niwie krajowej. W 2002 roku jadąc Citroënem Saxo VTS S1600 wywalczył tytuł mistrza Francji w rywalizacji samochodów w klasie Super 1600.

## Występy w mistrzostwach świata
| Rok  | Rajd                   | Pilot                  | Samochód                | Pozycja                           |
| ---- | ---------------------- | ---------------------- | ----------------------- | --------------------------------- |
| 1999 | Rajd Korsyki           | Delphine Cavalier      | Peugeot 106 S16         | nie ukończył                      |
| 2000 | Rajd Monte Carlo       | Sabrina De Castelli    | Peugeot 306 Rallye      | 29. miejsce (14. miejsce w gr. N) |
| 2000 | Rajd Katalonii         | Sabrina De Castelli    | Peugeot 106 S16         | nie ukończył                      |
| 2001 | Rajd Korsyki           | Serge Le Gars          | Citroën Saxo Kit Car    | nie ukończył                      |
| 2002 | Rajd Finlandii         | Jacques-Julien Renucci | Mitsubishi Lancer Evo 6 | nie ukończył                      |
| 2003 | Rajd Monte Carlo       | Jacques-Julien Renucci | Renault Clio S1600      | 17. miejsce (1. miejsce w JWRC)   |
| 2003 | Rajd Turcji            | Jacques-Julien Renucci | Renault Clio S1600      | nie ukończył                      |
| 2003 | Rajd Grecji            | Jacques-Julien Renucci | Renault Clio S1600      | 17. miejsce (1. miejsce w JWRC)   |
| 2003 | Rajd Finlandii         | Jacques-Julien Renucci | Renault Clio S1600      | 20. miejsce (2. miejsce w JWRC)   |
| 2003 | Rajd San Remo          | Jacques-Julien Renucci | Renault Clio S1600      | nie ukończył                      |
| 2003 | Rajd Katalonii         | Jacques-Julien Renucci | Renault Clio S1600      | 17. miejsce (1. miejsce w JWRC)   |
| 2003 | Rajd Wielkiej Brytanii | Jacques-Julien Renucci | Renault Clio S1600      | nie ukończył                      |
| 2004 | Rajd Niemiec           | Fabrice Gordon         | Mitsubishi Lancer Evo 8 | nie ukończył                      |
| 2005 | Rajd Nowej Zelandii    | Jacques-Julien Renucci | Subaru Impreza WRX STI  | 23. miejsce (11. miejsce w gr. N) |
| 2005 | Rajd Cypru             | Matthieu Baumel        | Subaru Impreza WRX STI  | 12. miejsce (1. miejsce w gr. N)  |
| 2005 | Rajd Turcji            | Matthieu Baumel        | Subaru Impreza WRX STI  | 26. miejsce (8. miejsce w gr. N)  |
| 2005 | Rajd Argentyny         | Matthieu Baumel        | Subaru Impreza WRX STI  | nie ukończył                      |
| 2006 | Rajd Katalonii         | Jacques-Julien Renucci | Citroën C2 S1600        | 30. miejsce (7. miejsce w JWRC)   |
| 2006 | Rajd Korsyki           | Jacques-Julien Renucci | Citroën C2 S1600        | 14. miejsce (1. miejsce w JWRC)   |
| 2006 | Rajd Sardynii          | Jacques-Julien Renucci | Citroën C2 S1600        | 27. miejsce (8. miejsce w JWRC)   |
| 2006 | Rajd Niemiec           | Fabrice Gordon         | Citroën C2 S1600        | nie ukończył                      |
| 2007 | Rajd Korsyki           | Fabrice Gordon         | Peugeot 207 S2000       | 12. miejsce                       |
| 2008 | Rajd Katalonii         | Fabrice Gordon         | Subaru Impreza S14 WRC  | 10. miejsce                       |
| 2008 | Rajd Korsyki           | Fabrice Gordon         | Subaru Impreza S14 WRC  | nie ukończył                      |